# Sven Herzberger
Sven Herzberger (* 25. Mai 1969 in Strausberg, DDR) ist ein deutscher Jurist und parteiloser Politiker.

## Leben
Herzberger wurde in Strausberg als Sohn einer Ärztin und eines Diplom-Ingenieurs geboren und wuchs in Berlin-Pankow auf, wo er von 1975 bis 1985 die Polytechnische Oberschule besuchte. Anschließend absolvierte er am Institut für Lehrerbildung „Clara-Zetkin“ in Berlin ein Fachschulstudium, was er mit der Lehrbefähigung für die unteren Klassen und dem Wahlfach Musikerziehung abschloss. Nachdem sein Antrag zur ständigen Ausreise aus der DDR abgelehnt wurde, flüchtete er im September 1989 über Ungarn in die Bundesrepublik Deutschland. Hier lebte er in Knüllwald-Wallenstein (Hessen) und ging 1990 wieder nach Berlin.
Nach der deutschen Wiedervereinigung studierte er an der Universität Potsdam Rechtswissenschaften und schloss das Studium zunächst mit dem ersten juristischen Staatsexamen ab. Danach arbeitete er im Karstadt-Quelle-Konzern und bei Neckermann in Leitungsfunktionen. Nach dem zweiten juristischen Staatsexamen machte er sich 2013 als Anwalt selbstständig und spezialisierte sich auf Verwaltungsrecht, Arbeitsrecht und Urheberrecht. 2009 war er Gewinner des CAt-Awards und wurde „Callcentermanager des Jahres in Deutschland“. 2009 folgte außerdem die Auszeichnung als „Global Contact Center Manager of the Year“ in Las Vegas.
Herzberger ist verheiratet und lebt seit 2004 in Zeuthen. Er ist unter anderem Mitglied im Förderverein der Jungen Philharmonie Brandenburg und des Verbandes Mayors for Peace.

## Politik
Herzberger war von 2018 bis 2024 Bürgermeister der Gemeinde Zeuthen, südöstlich von Berlin im Landkreis Dahme-Spreewald. In der Wahl am 24. September 2017 wurde er als parteiloser Kandidat bei einer Wahlbeteiligung von 80,4 % im ersten Wahlgang mit 62,9 % der Stimmen gewählt.
2018 war er einer der führenden Vertreter im Streit um die Erhebung von Altanschließerbeiträgen beim Märkischen Wasser- und Abwasserzweckverband (MAWV), der die Einführung von gesplitteten Beiträgen als verfassungswidrig ablehnte.
Am 12. November 2023 wurde er in der Stichwahl zum Landrat des Landkreises Dahme-Spreewald mit 64,8 % gewählt und setzte sich dabei gegen den AfD-Politiker Steffen Kotré durch. Er trat das Amt des Landrats am 1. März 2024 an, nachdem er in Lübben vereidigt wurde. Die Amtszeit beträgt acht Jahre.
Nach der politischen Wende war er Mitglied der PDS und später für kurze Zeit der SPD. Seitdem ist er als Politiker parteilos.